# 咆哮哥
咆哮哥事件为一名名为彭晖的广州市法制办公室公务员（行政复议处立案小组的普通科员）。2010年6月18日，网友“厦门浪”（王先生）在人民网地方领导留言板发表《广州市府公务员如此咆哮办事群众为那般？》的留言并附带音频，曝光了在6月17日11:30左右彭晖公务员拒绝受理案件，并且与王先生大声争吵。自王先生6月18日将上音频上传到人民网地方领导留言板后，引起网友的强烈围观及媒体关注。6月22日，广州市法制办负责人向媒体表示道歉，彭晖也被调离岗位，书面检讨后等待处理结果。6月23日，广州市法制办负责人和“咆哮哥”本人一起上门到发帖网友家中道歉，咆哮哥和厦门浪互相道歉，双方表示可以做好朋友。